# Gare d’Orgon
Gare d’Orgon – stacja kolejowa w Orgon, w departamencie Delta Rodanu, w regionie Prowansja-Alpy-Lazurowe Wybrzeże, we Francji.
Jest stację Société nationale des chemins de fer français (SNCF), obsługiwaną przez pociągi TER Provence-Alpes-Côte d’Azur.

## Położenie
Stacja znajduje się na linii Awinion – Miramas, w km 38,619, na wysokości 75 m, pomiędzy stacjami Cavaillon i Sénas.

## Linie kolejowe
- Awinion – Miramas